# Tinjoman
Tinjoman is een bestuurslaag in het regentschap Padang Sidempuan van de provincie Noord-Sumatra, Indonesië. Tinjoman telt 909 inwoners (volkstelling 2010).